# هنري دبليو. سايمور
هنري دبليو. سايمور (بالإنجليزية: Henry W. Seymour) هو سياسي أمريكي، ولد في 21 يوليو 1834، وتوفي في 7 أبريل 1906. حزبياً، نشط في الحزب الجمهوري. وقد انتخب عضو مجلس ولاية ميشيغان وانتخب عضو مجلس نواب ميشيغان ‏ وانتخب عضو مجلس النواب الأمريكي.